# نائلة فاران
نائلة محمد حبيب آل فاران (1978 - 12 نوفمبر 2015) طبيبة سعودية متخصصة في الطب النووي، وهي أول امرأة سعودية تتحصل على شهادة اعتماد في الطب النووي.
بدأت كطالبة في كلية العلوم الطبية بجامعة الملك سعود، وتخرجت منها سنة 2002، وعملت في وحدة التصوير المتقدم بمركز الظهران الطبي.
لاحقاً تم اختيارها للانضمام إلى برنامج خاص في الطب النووي بولاية كاليفورنيا الأمريكية، وقد درست في جامعة تشارلز درو بلوس أنجلوس، وتدربت في مستشفى سانت جوزيف في مقاطعة أورانج. توفيت في 12 نوفمبر 2015 بعد معاناة مع المرض.

## حياتها
بدأت مسيرتها عندما كانت طالبة في كلية العلوم الطبية بجامعة الملك سعود، إذ شاركت في برنامج صيفي بين عامي 1998 - 1999 الذي قامت بتنظيمه شركة أرامكو السعودية، وفي الفترة ما بين عامي 2000 - 2001 قضت فترة تدريبية في تخصصها، وقد تخرجت منها سنة 2002، وعملت في وحدة التصوير المتقدم بمركز الظهران الطبي.
تم اختيارها سنة 2006 للانضمام إلى برنامج إصدار شهادات الاعتماد في الطب النووي بولاية كاليفورنيا الأمريكية، وهو الأمر الذي مكّنها من الدراسة في جامعة تشارلز درو في مقاطعة لوس أنجلوس، والتدريب العملي في مستشفى سانت جوزيف في مقاطعة أورانج، وقد حصلت على شهادتها سنة 2007، وهي أول امرأة سعودية تحصل على شهادة اعتماد من مجلس إصدار شهادات الطب النووي في تخصص تكنولوجيا الطب النووي.

## الوفاة
توفيت نائلة يوم الخميس في 30 محرم 1437 هـ الموافق 12 نوفمبر 2015 بمستشفى أرامكو عن عمر يناهز 37 عاماً بعد معاناة مع المرض.